# MV Namura Queen
MV Namura Queen (Королева Намура) — японське судно-балкер під прапором Панами.

## Характеристики
Namura Queen — балкер розміром «Panamax». Екіпаж складається з двадцяти чоловік, всі з яких були філіппінцями. Валова місткість 47 146 тонн, вантажопідйомність 85 065 тонн. Це 229 м (751 фут 4 дюйм) довгий, 38 м (124 фут 8 дюйм) широкий, і має осадку 6,9 м (22 фут 8 дюйм). На кораблі є сім трюмів для зберігання зерна, яке воно перевозить. Він приводиться в рух одним пропелером фіксованого кроку, що працює від дизельного двигуна, що створює 9 700 кВт (13 000 к. с.).

## Історія
25 лютого 2022 року «Namura Queen» вирушило з Порто-Торрес, Італія, до українського портового міста Южне, щоб отримати партію зерна. Перебуваючи транзитом у Чорному морі, вантажне судно зазнало удару по кормі від снарядів, випущених з російського військового корабля, який брав участь у вторгненні в Україну. Внаслідок вибуху на кораблі виникла пожежа, один із двадцяти членів екіпажу отримав легкі поранення в плече. «Namura Queen» змогла продовжити роботу на власному двигуні, але їй допоміг дійти до порту Стамбул, Туреччина, український буксир PO Star.